# Adlerapotheke (Worms)

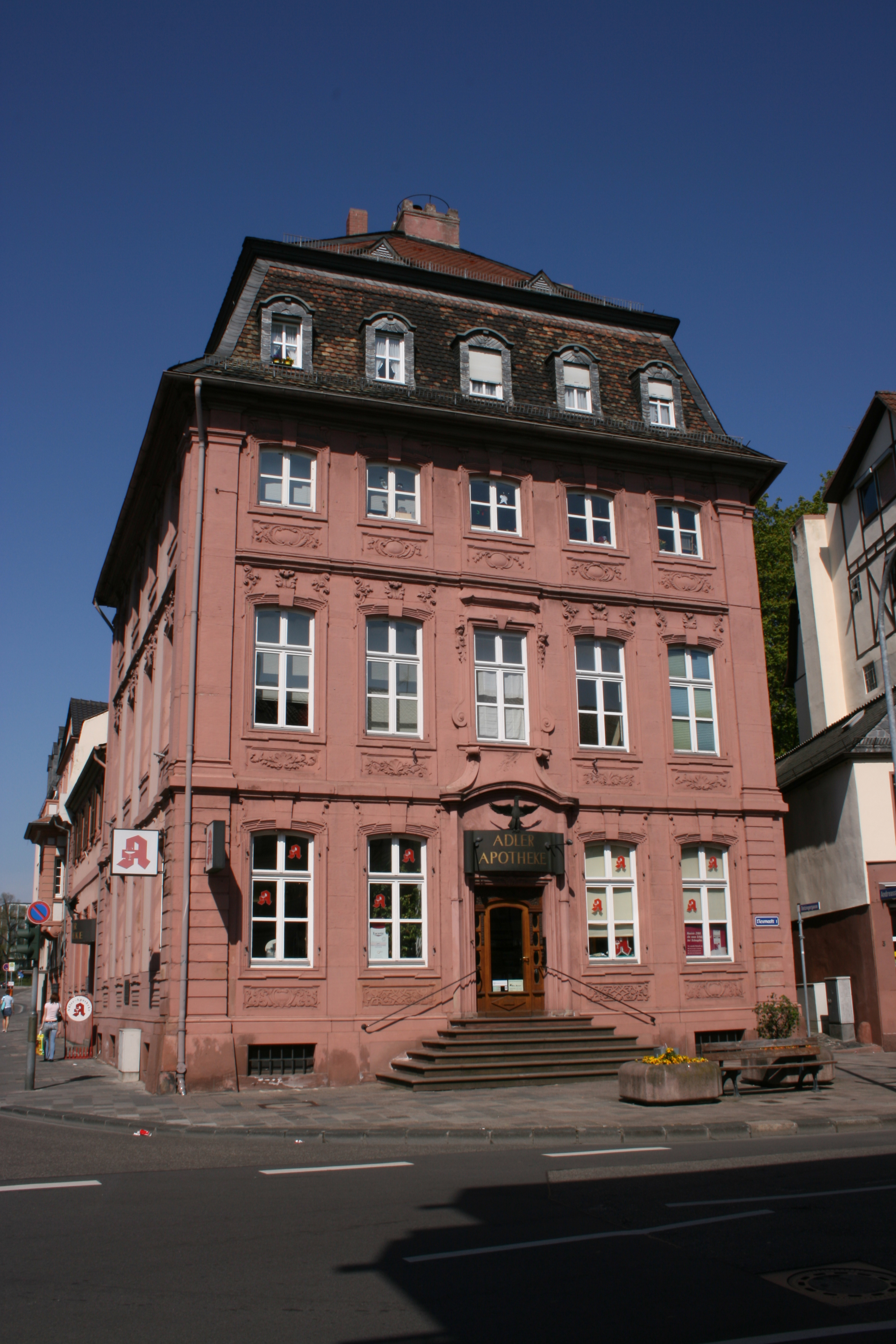
Die heutige Adlerapotheke in Worms

Die Adlerapotheke (ehemals „Palais Prittwitz“) ist ein historisches Gebäude in Worms.

## Geografische Lage
Das Gebäude befindet sich an der Kreuzung Andreasstraße und Neumarkt östlich und unweit des Doms.

## Geschichte
Das Eckhaus wurde um 1720 von Freiherr Joachim Wilhelm von Prittwitz als Wohnpalast errichtet, daher der ursprüngliche Name „Palais Prittwitz“. Gemeinsam mit der im gleichen Zeitraum eingeweihten Dreifaltigkeitskirche steht es beinahe unverändert im Umfeld des Wormser Doms. Im 18. Jh. war es Wohnsitz der Familie von Prittwitz. Die Apotheke besteht seit 1795, ursprünglich mit dem Namen „Fortuna“, seit 1841 als „Adler-Apotheke“. Zwischen 1857 und 1891 war Theodor Salzer Inhaber der Apotheke.
Das Gebäude ist heute ein Kulturdenkmal aufgrund des Denkmalschutzgesetzes des Landes Rheinland-Pfalz.

## Beschreibung
Das im Barockstil errichtete, dreistöckige Gebäude hat eine annähernd kubische Form und ein Mansarddach. Auffällig ist der reiche und filigrane Schmuck der Fensterbrüstungen und die Pilaster, welche die Ecken betonen. Rückwärtig befindet sich eine Torfahrt.
An der Fassade zur Andreasstraße wurde eine Gedenktafel für den Komponisten Rudi Stephan angebracht, der 1887 hier geboren wurde.

## Aktuelle Nutzung
Das Gebäude beherbergt im Erdgeschoss eine Apotheke, in den darüberliegenden Stockwerken befinden sich verschiedene Arztpraxen beziehungsweise Praxisgemeinschaften und Wohnungen.